# Apolo Correia
Manoel Tiburcio  Correia de Araújo ou Apolo Correia (Jacupiranga, 14 de abril de 1901 - Rio de Janeiro, 13 de outubro de 1987) foi um ator e comediante brasileiro, que se tornou famoso nos anos 50, ao lado de Brandão Filho, no programa Tancredo e Trancado, na Rádio Nacional do Rio de Janeiro.

## Filmografia

### No cinema
| Ano  | Título                  | Personagem       |
| ---- | ----------------------- | ---------------- |
| 1933 | A Voz do Carnaval       | —                |
| 1935 | Alô, Alô, Brasil        | —                |
| 1936 | Caçando Feras           | Groom            |
| 1936 | Bonequinha de Seda      | Mesquita         |
| 1939 | Está Tudo Aí            | Napoleão         |
| 1939 | Futebol em Família      | Policial         |
| 1945 | No Trampolim da Vida    | —                |
| 1946 | Caídos do Céu           | Homem no dancing |
| 1948 | O Malandro e a Grã-fina | —                |
| 1951 | Coração Materno         | —                |
| 1953 | Balança Mas Não Cai     | —                |
| 1957 | Rico Ri à Toa           | —                |
| 1957 | A Baronesa Transviada   | Sinval           |

### Na televisão
| Ano  | Título                   | Personagem                           | Notas                                   |
| ---- | ------------------------ | ------------------------------------ | --------------------------------------- |
| 1961 | Alma do Sertão           | —                                    |                                         |
| 1972 | Uau, a Companhia         | —                                    | [ 4 ]                                   |
| 1973 | O Bem-Amado              | Maestro Sabiá                        |                                         |
| 1973 | Caso Especial            | Coronel Cesário                      | Episódio: "Inocência"                   |
| 1974 | Supermanoela             | Seu Felipe                           |                                         |
| 1975 | Escalada                 | Sebastião                            |                                         |
| 1975 | Bravo!                   | Detetive Paquito                     | [ 6 ]                                   |
| 1975 | Gabriela                 | Parente de Sinhazinha em seu funeral |                                         |
| 1976 | Saramandaia              | Presidiário                          |                                         |
| 1978 | A Sucessora              | Carlos                               |                                         |
| 1978 | O Pulo do Gato           | Oficial de Justiça                   | [ 7 ]                                   |
| 1978 | Sítio do Picapau Amarelo | —                                    | Episódio: "O Minotauro"                 |
| 1979 | Sítio do Picapau Amarelo | Barbeiro Tiãozinho                   | Episódio: "Quem Quiser que Conte Outra" |
| 1979 | Plantão de Polícia       | —                                    | Episódio: "Ligação Direta"              |
| 1979 | Plantão de Polícia       | —                                    | Episódio: "O Crime do Vidigal"          |
| 1979 | Aplauso                  | —                                    | Episódio: "Como matar um playboy"       |
| 1981 | Jogo da Vida             | Seu Tony                             |                                         |
| 1983 | Caso Especial            | Padre João                           | Episódio: "O Prodígio"                  |